# بوری خان
بوری خان (انگلیسی: Büri; قبل از 1221 – 1252) فرمانده تهاجم مغول‌ها به اروپا پسر موتوخان و نوه جغتای خان بود.
به گفته رشیدالدین فضل‌الله همدانی، مادر بوری خان همسر غلام چغتای خان بود. او زن زیبایی بود و موتوخان در حین خدمت جذب او شد. موتوخان او را باردار کرد و به جای ازدواج با او، نوزادش، بوری را گرفت. او پس از مرگ موتوخان در محاصره بامیان توسط جغتای بزرگ شد. او به عنوان فردی سرسخت و شجاع شناخته می‌شد، به خصوص در حالت مستی.
برادران او:
1. بایجو
2. یسونتوآ
3. قره هولگو (تولد قبل از ۱۲۲۱) — خان (۱۲۴۲–۱۲۴۶; ۱۲۵۲)